# András Gyöngyösi
András Gyöngyösi, född 23 januari 1968 i Budapest, är en ungersk vattenpolospelare.
Gyöngyösi deltog i vattenpoloturneringen vid olympiska sommarspelen 1988 där Ungern slutade på femte plats, i vattenpoloturneringen vid olympiska sommarspelen 1992 där Ungern slutade på sjätte plats och i vattenpoloturneringen vid olympiska sommarspelen 1996 där Ungern slutade på fjärde plats.